# Forelius brasiliensis
Forelius brasiliensis es una especie de hormiga del género Forelius, subfamilia Dolichoderinae. Fue descrita científicamente por Forel en 1908.
Se distribuye por Argentina, Bolivia, Brasil, Paraguay y Uruguay. Se ha encontrado a elevaciones de hasta 470 metros. Vive en microhábitats como el forraje y ramas.